# Ravenel
Ravenel är en kommun i departementet Oise i regionen Hauts-de-France i norra Frankrike. Kommunen ligger i kantonen Saint-Just-en-Chaussée som tillhör arrondissementet Clermont. År 2022 hade Ravenel 1 047 invånare.

## Befolkningsutveckling
Antalet invånare i kommunen Ravenel
| Referens: INSEE |